# Chèvreville (Manche)
Chèvreville ist eine Ortschaft und eine ehemalige französische Gemeinde mit 193 Einwohnern (Stand: 1. Januar 2022) im Département Manche in der Region Normandie. Sie gehörte zum Arrondissement Avranches und zum Kanton Saint-Hilaire-du-Harcouët. Die Einwohner werden Chèvrevillais genannt.
Mit Wirkung vom 1. Januar 2016 wurden die früheren Gemeinden Chèvreville, Martigny, Milly und Parigny zu einer Commune nouvelle mit dem Namen Grandparigny fusioniert und haben in der neuen Gemeinde den Status einer Commune déléguée. Der Verwaltungssitz befindet sich im Ort Parigny.

## Geografie
Chèvreville liegt etwa 55 Kilometer südsüdöstlich von Saint-Lô und etwa 24 Kilometer ostsüdöstlich von Avranches an der Argonce, einem Zufluss der Sélune.

## Sehenswürdigkeiten
- Kirche Notre-Dame aus dem 18. Jahrhundert

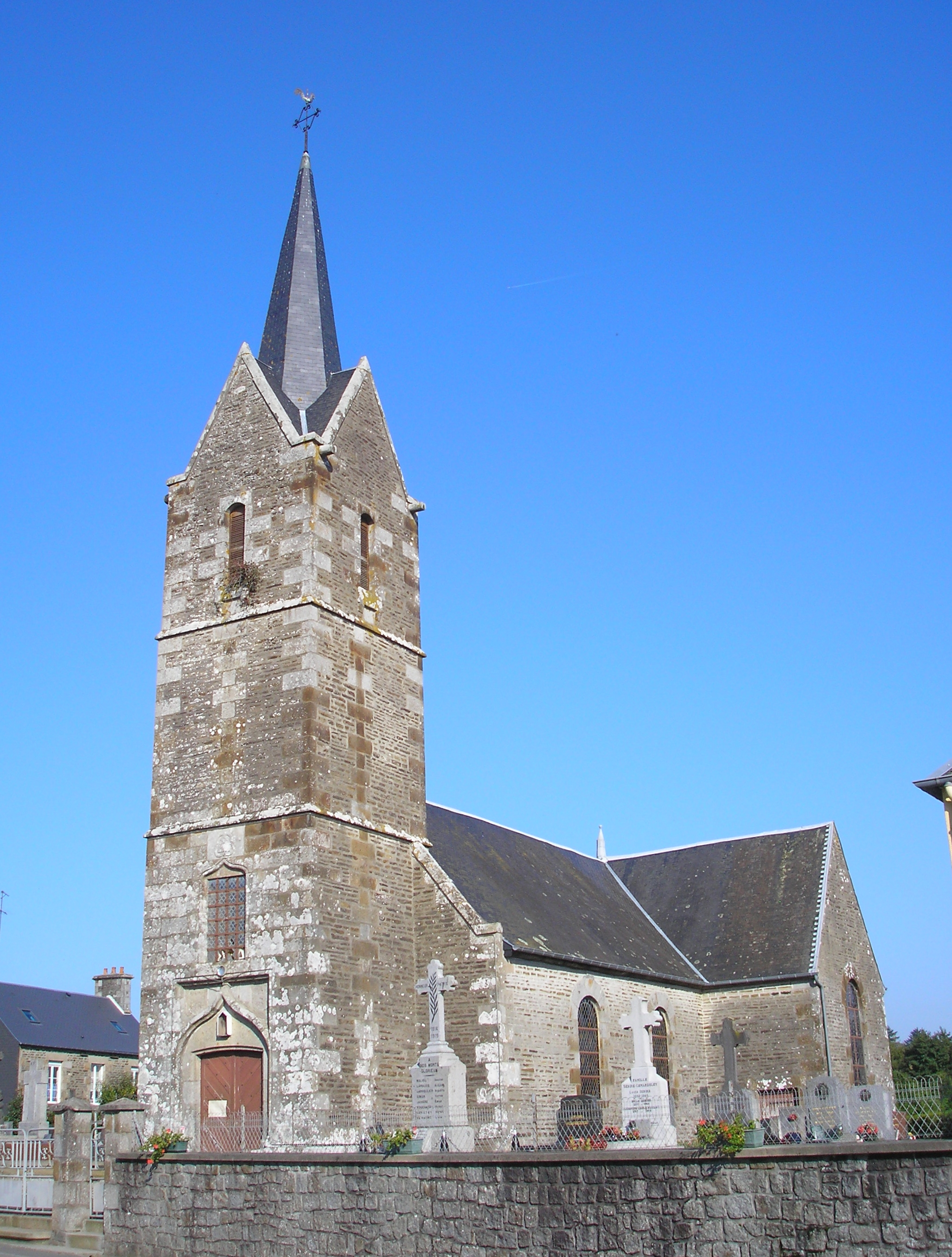
Kirche Notre-Dame

- Schloss aus dem 19. Jahrhundert